# تپه پیرسمةالدین
تپه پیر سمه الدین در شهرستان خرم‌آباد، بخش دوره چگنی، دهستان کشکان، ۵۰۰ متری شمال شرق روستای بلوط بان واقع شده و این اثر در تاریخ ۲۲ اسفند ۱۳۸۵ با شمارهٔ ثبت ۱۸۲۲۰ به‌عنوان یکی از آثار ملی ایران به ثبت رسیده است.